# Tetranodus rugipennis
Tetranodus rugipennis là một loài bọ cánh cứng trong họ Cerambycidae.